# AH Basic

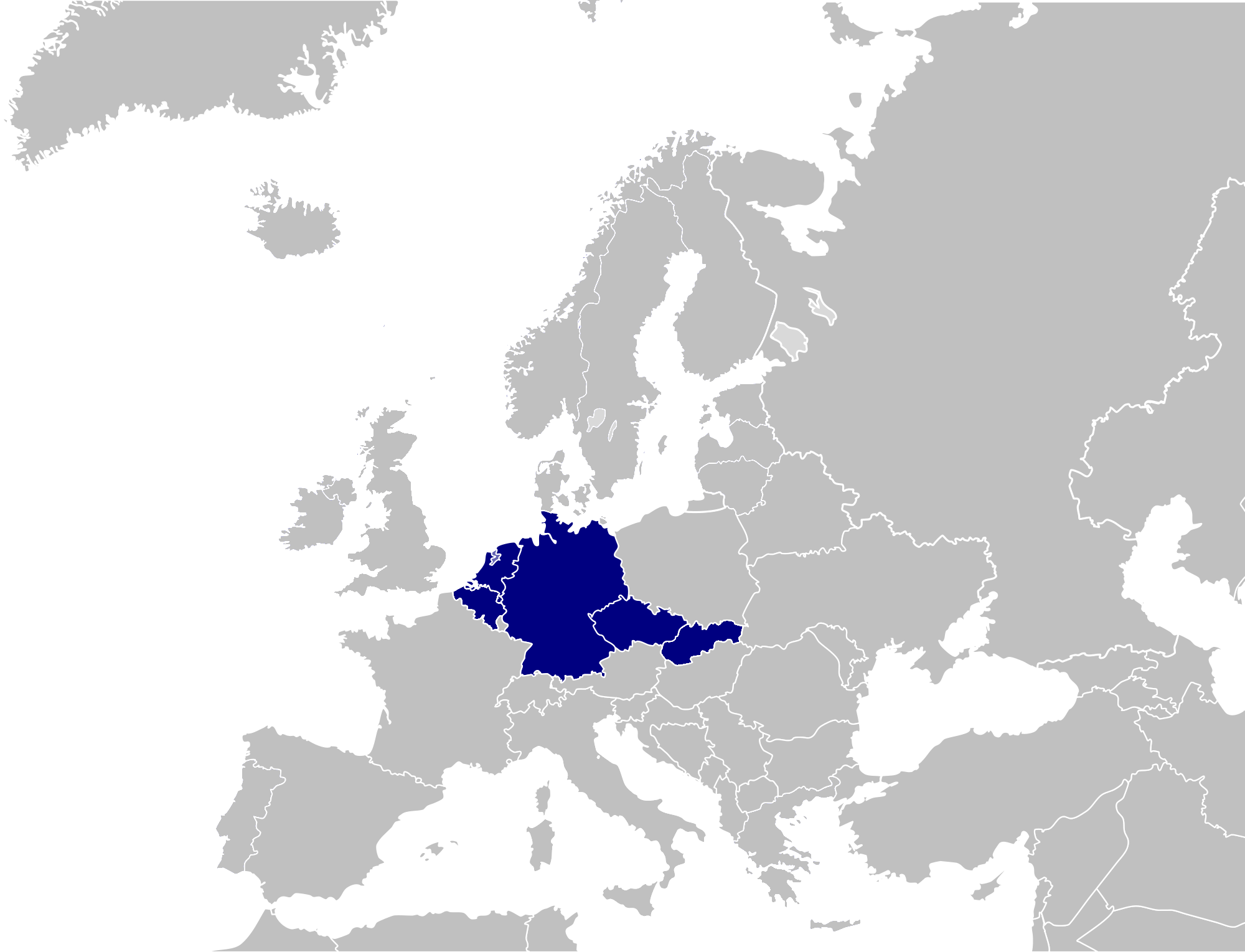
Landen waar AH Basic beschikbaar is in 2013.

AH Basic is een voormalig merk met een goedkoop, alledaags assortiment dat ontwikkeld werd door Ahold om Euro Shopper te vervangen in de winkels van Albert Heijn in Nederland en België.

## Geschiedenis
In april 2013 was Ahold ontevreden over de inconsistente prijs-kwaliteitverhouding van Euro Shopper. Ahold beloofde een betere prijs en kwaliteit voor zijn klanten in Nederland en België met AH Basic.
De Zweedse AH-dochter ICA AB kondigde eveneens aan om in Zweden Euro Shopper te vervangen door een eigen merk: ICA Basic.

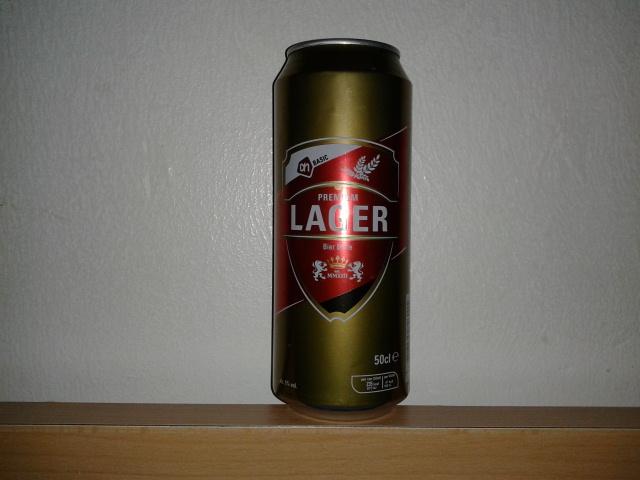
Een blik AH Basic Premium Lager bier

In november 2017 begon Albert Heijn met de uitfasering van het merk AH Basic om het te vervangen door het AH-huismerk. Er zijn geen producten meer te vinden met het merk AH Basic in Nederland.